# Giorgio Morandi
Giorgio Morandi (Bolonya, 21 de juny de 1890 - 18 de juny de 1964) va ser un pintor italià, considerat un dels millors del segle xx del seu país.
Va néixer dins d'una família on va compartir espai amb set germans més. El 1907, després d'un breu període laboral a la mateixa empresa on treballava el seu pare, va rebre instrucció artística a l'Acadèmia de Belles Arts de Bolonya. En un viatge que va fer per aquesta època a Florència, va descobrir l'obra dels primitius renaixentistes italians (Giotto, Masaccio i Uccello), els quals va estudiar seguint el prisma de Paul Cézanne, artista que havia descobert poc temps abans.
En un primer moment va seguir els futuristes i el moviment del Novecento, després d'establir contacte amb Boccioni i Carlo Carrà, i és convidat a participar en l'exposició futurista esdevinguda al Palazzo Baglioni de Bolonya, i a la Mostra lliure futurista de Roma. Arran de la seva amistat amb Giorgio de Chirico, la seva obra va començar a notar-ne la influència. El 1927 va participar en la primera exposició del moviment novecentista, vinculat amb el règim de Mussolini. A poc a poc el seu estil va anar definint-se i independitzant-se del De Chirico. Una part essencial de la seva iconografia van començar a ser els estris de la vida quotidiana: gots, ampolles, etc. Aquests objectes, col·locats damunt una taula, es convertien en els màxims protagonistes dels seus quadres. Seguia, així, el seu admirat Cézanne en l'elecció de les natures mortes senzilles com a mitjà d'expressió de la seva pintura.
El 1945 es va dur a terme la seva primera exposició individual, a la galeria Fiore de Florència. Entre 1930 i 1956 Morandi va ser professor de gravat en aiguafort a l'Acadèmia de Belles Arts de la seva ciutat natal. L'any 1948 va ser guardonat amb el primer premi a la Biennal de Venècia. Va visitar per primera vegada París el 1956, i l'any següent rebia el gran premi a la Biennal de São Paulo.
El 1960 el director Federico Fellini retia homenatge a Morandi en el seu llargmetratge La dolce vita, on apareixien algunes de les seves pintures.
Giorgio Morandi moria el 1964 a la seva ciutat natal. L'any 2001 obria les portes el Museu Morandi en una secció del Palazzo d'Accursio, seu del govern local de Bolonya.